# Raïon de Kasli
Le raïon de Kasli (en russe : Каслинский район, Kaslinski raïon) est une subdivision administrative de l'oblast de Tcheliabinsk, en Russie. Son centre administratif est la ville de Kasli.

## Géographie
Le raïon est situé dans l'Oural, à 130 km de la capitale de l'oblast et de Iekaterinbourg. Une partie du territoire est couverte de forêt (pin et bouleau) et de steppe. Une partie de la réserve naturelle de l'Oural oriental se trouve sur son territoire. On trouve plusieurs lacs, dont le lac Soungoul.

## Économie
Sur les 3 356 km2 que compte le raïon de Kasli, 1167 ont un usage agricole.

## Administration
Le raïon de Kasli est subdivisé en onze municipalités, regroupant un total de 48 localités.
| №  | Municipalité                  | Centre        | Nombre de villages | Population (2002) |
| -- | ----------------------------- | ------------- | ------------------ | ----------------- |
| 1  | Municipalité de Kasli         | Kasli         | 1                  | 19214             |
| 2  | Municipalité de Vichnevogorsk | Vichnevogorsk | 2                  | 5179              |
| 3  | Municipalité de Bagariak      | Bagariak      | 11                 | 2580              |
| 4  | Municipalité de Beregovoï     | Beregovoï     | 5                  | 2492              |
| 5  | Municipalité de Boulzi        | Boulzi        | 1                  | 1089              |
| 6  | Municipalité de Vozdvijienka  | Vozdvijienka  | 5                  | 1380              |
| 7  | Municipalité de Grigorievka   | Grigorievka   | 4                  | 889               |
| 8  | Municipalité de Maouk         | Maouk         | 1                  | 823               |
| 9  | Municipalité d'Ognievskoïe    | Ognievskoïe   | 6                  | 1480              |
| 10 | Municipalité de Tioubouk      | Tioubouk      | 5                  | 4783              |
| 11 | Municipalité de Chabourovo    | Chabourovo    | 6                  | 1626              |

## Population
Recensements (*) ou estimations de la population
| 1989   | 2002*  | 2005   | 2006   | 2010*  |
| ------ | ------ | ------ | ------ | ------ |
| 48 259 | 41 363 | 39 165 | 38 024 | 34 712 |

| 2013   | 2016   | 2019   | 2021   | - |
| ------ | ------ | ------ | ------ | - |
| 33 980 | 33 055 | 31 435 | 30 400 | - |